# Parola del Signore - La Bibbia in lingua corrente
La Bibbia TILC (Traduzione Interconfessionale in Lingua Corrente), il cui titolo ufficiale risulta Parola del Signore - La Bibbia in lingua corrente, è una versione della Bibbia pubblicata per la prima volta nel 1985 dalla Libreria della Dottrina Cristiana e dall'Alleanza Biblica Universale.

## Caratteristiche
Questa traduzione, pubblicata in co-edizione con la Elledici, è il frutto di anni di lavoro e della lunga esperienza che l'Alleanza Biblica Universale (ABU) ha acquistata traducendo la Bibbia  nelle principali  lingue del mondo.
Si distingue dalle altre, perché cerca di rendere il testo ebraico e greco con parole e forme della lingua italiana di tutti i giorni, quella consueta e familiare, che le persone usano per comunicare tra loro: la lingua corrente.
Non aggiunge e non toglie alcuna informazione contenuta nei testi originali, ma cerca di comunicare al lettore di oggi, seguendo il metodo delle equivalenze dinamiche,  proprio quel che il testo diceva agli antichi lettori. Tutti quelli che apriranno questa Bibbia sono stati, in un certo senso, presenti e partecipi, durante tutto il lavoro di traduzione.
«Se traduciamo così – si sono domandati a ogni frase i traduttori – il lettore di oggi comprenderà facilmente quel che il testo vuol dire?». La competenza biblica e linguistica di tutti i collaboratori è stata messa a servizio di questa mèta: comprensibilità del testo nella fedeltà ai suoi contenuti originali.
Protestanti e cattolici hanno lavorato insieme in questa traduzione e insieme la presentano ai lettori. È una traduzione  interconfessionale, accolta da tutte le confessioni cristiane e offerta a ogni uomo, nella comune convinzione che la Bibbia «può dare la saggezza che conduce alla salvezza, per mezzo della fede in Cristo Gesù» (2 Timoteo 3,15).
Il lavoro di traduzione è stato diretto da Renzo Bertalot e i consulenti di traduzione sono stati:  Jan de Waard (Nuovo Testamento) e Carlo Buzzetti e Jean-Claude Margot (Antico Testamento).